# Dingiri Banda Wijetunga
Pour les articles homonymes, voir Wijetunga.
Dingiri Banda Wijetunga (singhalais : ඩිංගිරි බණ්ඩා විජේතුංග, tamoul : டிங்கிரி பண்ட விஜேதுங்க), né le 15 février 1916 dans le district de Kandy et mort le 21 septembre 2008 à Kandy, est un homme d'État sri-lankais.
Il a été président de la République intérimaire du 1er mai 1993 au 12 novembre 1994 après l'assassinat du précédent président Ranasinghe Premadasa. Il a également été Premier ministre du 3 mars 1989 au 7 mai 1993 ainsi que gouverneur de la province du Nord-Ouest de 1988 à 1989.

## Biographie
Wijetunga naît dans une famille de la classe moyenne cingalaise bouddhiste dans le district de Kandy de la province du Centre du Sri Lanka. Il complète son éducation au Waligalla Central College et ensuite au St Andrew's College de Gampola.
Après ses études, il se joint à la Ceylan Police (en) en tant que constable en poste à Borella (en), à Fort (en) et Maradana (en) dans la région de Colombo. Il quitte le service en 1942 et se joint au Co-operative Department en tant qu'inspecteur de 1947 à 1959.

### Carrière politique
Proche de George E. de Silva et A. Ratnayaka (en), ce dernier l'engage comme secrétaire privé alors qu'il est ministre de l'Alimentation et des Coopératives dans le gouvernement de Don Stephen Senanayake.
Se ralliant au Parti national uni (UNP) en 1946, juste avant que le Ceylan britannique n'obtienne son indépendance pour devenir un dominion, il est candidat défait dans Kadugannawa (en) lors de l'élection de 1956. Il est aussi défait dans Yatinuwara (en) en mars 1960 et dans Udunuwara (en) en juillet 1960. Il est finalement élu dans Udunuwara en 1965.
Défait en 1970, il revient au parlement lors de l'éclatante victoire de l'UNP en 1977. Nommé ministre de l'Information et de la Radiodiffusion dans le cabinet de J. R. Jayewardene. Dans cette administration, il occupera diverse fonctions dont celles de ministre des Postes, des Télécommunications, de l'Énergie, des Routes et du Développement Agricole.
Il occupe brièvement le poste de gouverneur de la province du Nord-Ouest en 1988, avant de revenir au Parlement.

### Premier ministre du Sri Lanka
Nommé premier ministre par le président Ranasinghe Premadasa à la surprise générale en 1989, il occupe aussi les postes de ministre des Finances, ainsi que du Travail et de la Formation professionnelle. Il est également ministre d'État à la Défense dans l'administration Premadasa (en),.
L'assassinat de Lalith Athulathmudali en avril 1993, alors qu'il était en campagne pour les élections au conseil provincial, provoque de nombreuses protestations contre le gouvernement en raison des allégations de complicité qui planent sur le président. La semaine suivante, c'est Premadasa qui est assassiné à Colombo en mai lors d'un attentat-suicide dont les soupçons relient aux Tigres tamouls (LTTE). Wijetunga occupe alors la fonction de président par intérim jusqu'à l'élection de son successeur.
Wijetunga est par la suite élu à l'unanimité du Parlement afin de compléter le mandat de Premadasa et est officielle assermenté troisième président le 7 mai 1993.

### Président du Sri Lanka

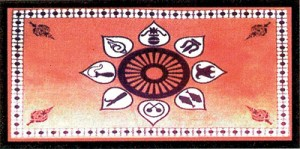
Étandard présidentiel de Dingiri Banda Wijetunga

Nommant Ranil Wickremesinghe au poste de premier ministre, son mandat coïncide avec la montée en puissance de Chandrika Kumaratunga et des rangs du Parti de la liberté du Sri Lanka.
Ne croyant pas qu'une paix soit négociable avec le LTTE, il parvient à reprendre le contrôle de la province de l'Est, à l'exception de Thoppigala (en).
Après une défaite décisive lors de l'élection du conseil de la province du Sud en 1994, il procède à la dissolution prématurée du Parlement en juin de la même année. Son parti étant défait lors du scrutin, il nomme Kumaratunga première ministre. Bien que la Constitution permette à Wijetunga d'exercer un grande autorité, il décide le laisser la gestion du pays aux représentants choisis par les urnes.
Décidant de ne pas se représenté à l'élection présidentiel, il désire tout de même continuer à exercer une fonction parlementaire et nomme Lucky Jayawardena (en) pour organiser la campagne dans sa circonscription d'Udunuwara. 

### Décès
Wijetunga meurt d'une longue maladie le 21 septembre 2008 à l’hôpital général de Kandy à l'âge de 92 ans,.

## Distinction
En 1993, il obtient la plus haute distinction du Sri Lanka, le Sri Lankabhimanya.